# Aapuajärvi
Aapuajärvi är en sjö i Övertorneå kommun i Norrbotten och ingår i Torneälvens huvudavrinningsområde. Sjön har en area på 0,337 kvadratkilometer och ligger 182 meter över havet. Aapuajärvi ligger i Torne och Kalix älvsystem Natura 2000-område.

## Delavrinningsområde
Aapuajärvi ingår i det delavrinningsområde (743928-183611) som SMHI kallar för Förgrening. Medelhöjden är 222 meter över havet och ytan är 13,83 kvadratkilometer. Räknas de 2 avrinningsområdena uppströms in blir den ackumulerade arean 99,69 kvadratkilometer. Aapuajoki som avvattnar avrinningsområdet har biflödesordning 3, vilket innebär att vattnet flödar genom totalt 3 vattendrag innan det når havet efter 172 kilometer. Avrinningsområdet består mestadels av skog (74 procent) och sankmarker (12 procent). Avrinningsområdet har 0,34 kvadratkilometer vattenytor vilket ger det en sjöprocent på 2,5 procent.